# Pljosnatice
Pljosnatice (Pleuronectiformes ili Heterosomata) su demersalni red zrakoperki. One se ponekad klasifikuju kao podred reda Perciformes. Kod mnogih vrsta, oba oka leže na jednoj strani glave, jedno ili drugo od kojih tokom razvoja se kreće kroz glavu ili oko nje. Neke vrste imaju svoju levu stranu okrenutu prema gore, dok je kod nekih desna strana okrenuta prema gore, a ima i onih kod kojih bilo koja strana može biti okrentua na gore.
Mnogo važnih prehrambenih riba je ovim redu, uključujući iverak, list, Scophthalmus maximus, Hippoglossus hippoglossus i Hippoglossus stenolepis. Neke pljosnatice imaju sposobnost kamuflaže na dnu okeana.

## Taksonomija
Postoji preko 700 vrsta koje su grupisane u 11 familija. Najveće familije su Bothidae, Cynoglossidae, Paralichthyidae, Pleuronectidae, i Soleidae, sa više od 100 vrsta svaka (preostale familije imaju manje od 50 vrsta svaka). Neke familije su rezultat relativno nedavnih podela. Na primer, Achiridae su bilie klasifikovane kao potfamilija Soleidae u prošlosti, a Samaridae su smatrane potfamilijom Pleuronectidae. Familije Paralichthodidae, Poecilopsettidae, i Rhombosoleidae su isto tako tradicionalno tretirane kao potfamilije Pleuronectidae, ali se sad smatraju zasebnim familijama.

### Vrste
- -{[[Zeugopterus regius (Bonnaterre, 1788)}-

## Literatura
- Sepkoski, Jack (2002). „A compendium of fossil marine animal genera”. Bulletins of American Paleontology. 364: 560. Архивирано из оригинала 23. 7. 2011. г. Приступљено 17. 5. 2011.
- Gibson, Robin N (Ed) (2008) Flatfishes: biology and exploitation. Wiley.
- Munroe, Thomas A  (2005) "Distributions and biogeography." Flatfishes: Biology and Exploitation: 42-67.